# Mietvilla Heinrich Völkel
Die Mietvilla, die sich der Kötzschenbrodaer Bauunternehmer Heinrich Völkel baute, liegt in der nach ihm benannten Heinrichstraße 9 im Stadtteil Niederlößnitz der sächsischen Stadt Radebeul. Im Grundstück stand der Atelierbau des Bildhauers Matthäus Wolfenter, welcher 1927/1928 als St.-Joseph-Kapelle geweiht wurde, bevor die katholische Gemeinde in ihre Christ-Königs-Kapelle im Gebäude des Katholischen Pfarramts Radebeul in der Borstraße 11 umziehen konnte.

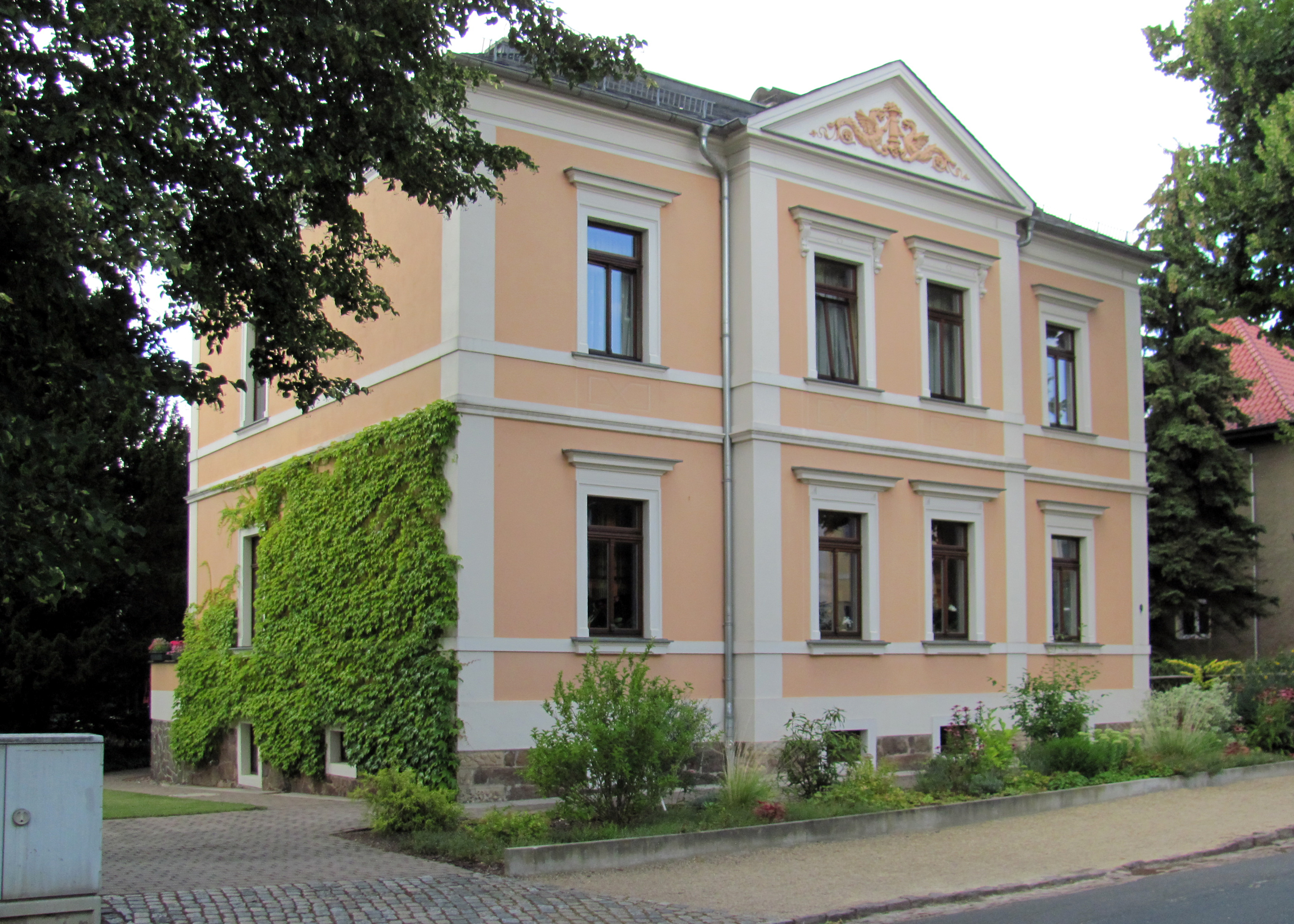
Mietvilla Heinrich Völkel

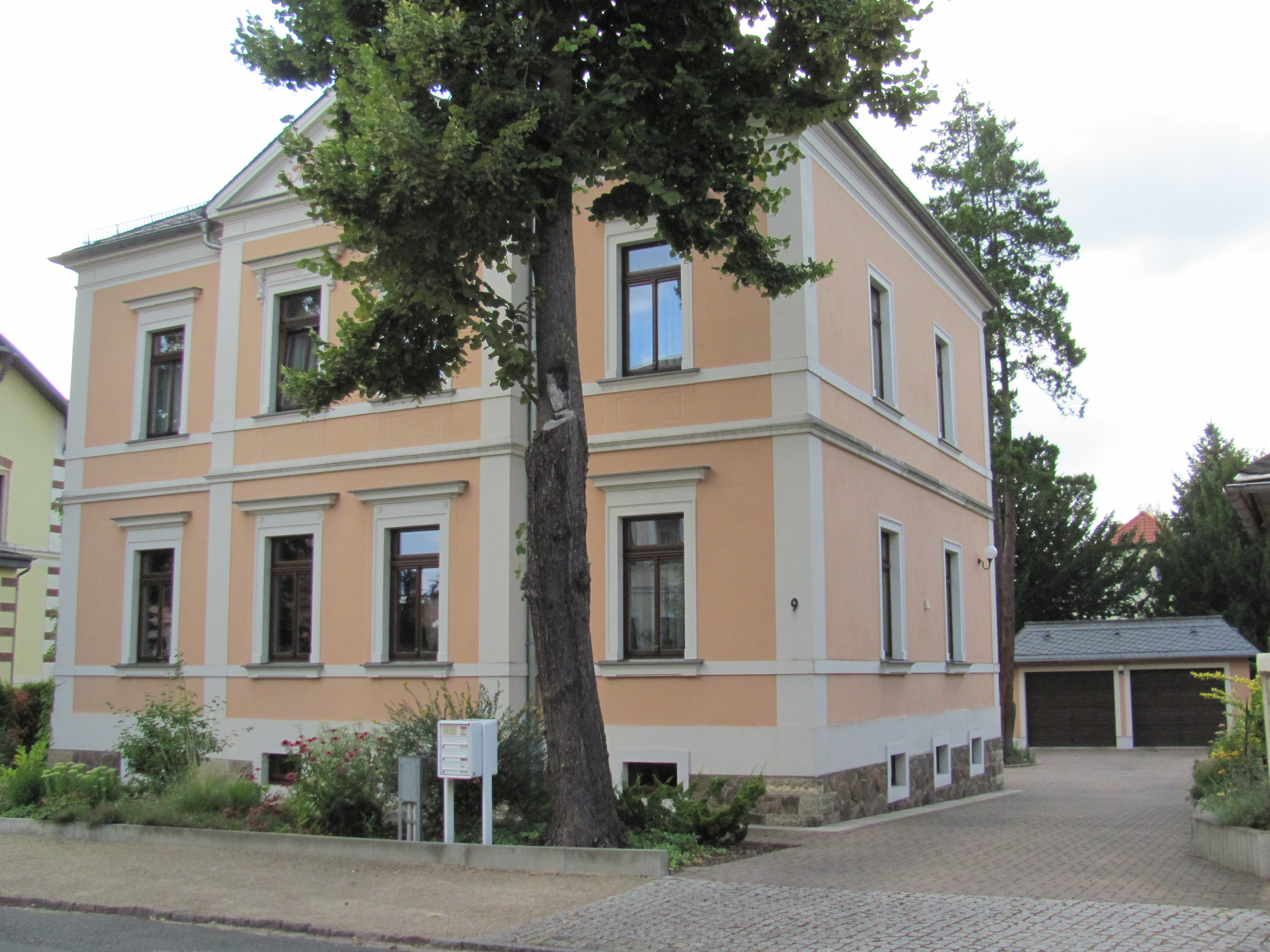
Mietvilla Heinrich Völkel; links steht die Villa Minna

## Beschreibung

### Mietvilla
Die unter Denkmalschutz stehende Mietvilla wurde 1896/1897 durch den Architekten und Baumeister Adolf Neumann errichtet. Kurz vorher hatte Neumann für denselben Bauherren die nebenanliegende Villa Minna errichtet; zur gleichen Zeit entstand die Mietvilla Borstraße 58.
Der zwischenzeitlich reduzierte Putzbau hat ein flach geneigtes, abgeplattetes Walmdach und steht auf einem Bruchsteinsockel. Die Straßenansicht hat vier Fensterachsen und ist symmetrisch angelegt. Der mittige Risalit trägt einen Dreiecksgiebel mit einem ornamentalen Relief im geschmückten Giebel. Die durch Gewände aus Sandstein gefassten Fenster zur Straße haben gerade Verdachungen. Die ehemals abgeschlagene Gesimsgliederung sowie die Lisenen wurden bei der neuzeitlichen Restaurierung wieder angebracht.

### Atelierbau und St.-Joseph-Kapelle
Im Grundstück ließ sich der Bildhauer Matthäus Wolfenter 1897/1898, nach einem Entwurf des Dresdners Martin Pietsch, ebenfalls von Adolf Neumann ein Ateliergebäude errichten. Das eingeschossige Gebäude hatte einen kleinen Staffelgiebel, war mit gotisierenden Motiven geschmückt und hatte große Stichbogenfenster.
Dieser Bau wurde im April 1927 als St.-Joseph-Kapelle geweiht und genutzt, bis die katholische Gemeinde im März 1928 in ihre neu eingerichtete Christ-Königs-Kapelle im Gebäude des Katholischen Pfarramts Radebeul in der Borstraße 11 umziehen konnte.
Der Atelierbau ist nicht erhalten.